# ロレンツォ・ガット
ロレンツォ・ガット（Lorenzo Gatto, 1986年12月2日 - ）は、ベルギー出身のヴァイオリニスト。
ブリュッセルの出身。5歳よりヴァイオリンをはじめ、12歳よりブリュッセル王立音楽院のヴェロニク・ボゲールのクラスでヴァイオリンを学んだ。また、ヘルマン・クレバースやオーギュスタン・デュメイの薫陶を受け、2005年からはウィーン国立音楽大学でボリス・クシュニールの指導も受けた。2009年のエリザベート王妃国際音楽コンクールのヴァイオリン部門で準優勝と観客賞を受賞した。チェリストのカミーユ・トマやピアニストのベアトリス・ベリュとサンテグジュペリ三重奏団を結成している。

## 主要ディスコグラフィ
- Bohuslav Martinů (2012). Violin concerto nr.2 : Symphony nr.1. Fuga Libera. OCLC 811644838
- Ludwig van Beethoven (2014). Violin Concerto Romances. Naxos. OCLC 893901842